# Kunduz (provins)
 For alternative betydninger, se Kunduz. (Se også artikler, som begynder med Kunduz)
Kunduz-provinsen er en af Afghanistans 34 provinser, og ligger ved byen Kunduz i den nordlige del af landet Den har et areal på 8.040 km² og en befolkning på omkring en million mennesker. Provinsen er domineret af floddalen til floden Kunduz som løber fra syd mod nord, hvor den løber ud i Amu Darya.

## Distrikter
Kunduz er inddelt i distrikterne
- Imam Sahib
- Char Darah
- Archi (Afghanistan)
- Kunduz
- Qala-i-zal
- Khan Abad
- Aliabad